# Diócesis de Catarmán
La diócesis de Catarmán (en latín: Dioecesis Catarmaniensis, en inglés: Roman Catholic Diocese of Catarman y samareño: Diosesis han Catarman) es una circunscripción eclesiástica de la Iglesia católica en Filipinas. Se trata de una diócesis latina, sufragánea de la arquidiócesis de Palo. Desde el 18 de octubre de 2024 su obispo es Nolly Camigue Buco.

## Territorio y organización
La diócesis tiene 3693 km² y extiende su jurisdicción sobre los fieles católicos de rito latino residentes en la provincia de Sámar del Norte de la región de Bisayas Orientales en la isla de Sámar.
La sede de la diócesis se encuentra en la ciudad de Catarmán, en donde se halla la Catedral de Nuestra Señora de la Anunciación.
En 2021 en la diócesis existían 31 parroquias agrupadas en 4 vicariatos.

## Historia
La diócesis fue erigida el 5 de diciembre de 1974 con la bula Quae ampliores del papa Pablo VI, obteniendo el territorio de las diócesis de Borongan y Calbayog.
Originalmente sufragánea de la arquidiócesis de Cebú, pasó a formar parte de la provincia eclesiástica de la arquidiócesis de Palo el 15 de noviembre de 1982.

## Estadísticas
Según el Anuario Pontificio 2022 la diócesis tenía a fines de 2021 un total de 621 435 fieles bautizados.
| Año                                                                             | Población            | Población | Población      | Sacerdotes | Sacerdotes    | Sacerdotes    | Bautizados por sacerdote | Diáconos permanentes | Religiosos | Religiosos | Parroquias |
| Año                                                                             | Bautizados católicos | Total     | % de católicos | Total      | Clero secular | Clero regular | Bautizados por sacerdote | Diáconos permanentes | Varones    | Mujeres    | Parroquias |
| ------------------------------------------------------------------------------- | -------------------- | --------- | -------------- | ---------- | ------------- | ------------- | ------------------------ | -------------------- | ---------- | ---------- | ---------- |
| 1980                                                                            | 357 000              | 371 000   | 96.2           | 29         | 27            | 2             | 12 310                   | 1                    | 3          | 22         | 20         |
| 1990                                                                            | 364 020              | 468 357   | 77.7           | 29         | 29            |               | 12 552                   |                      | 1          | 37         | 21         |
| 1999                                                                            | 377 374              | 383 141   | 98.5           | 37         | 36            | 1             | 10 199                   |                      | 1          | 53         | 21         |
| 2000                                                                            | 377 374              | 383 141   | 98.5           | 39         | 38            | 1             | 9676                     |                      | 1          | 51         | 21         |
| 2001                                                                            | 365 967              | 500 639   | 73.1           | 40         | 39            | 1             | 9149                     |                      | 1          | 36         | 27         |
| 2002                                                                            | 365 967              | 500 639   | 73.1           | 39         | 37            | 2             | 9383                     |                      | 2          | 33         | 27         |
| 2003                                                                            | 365 967              | 500 639   | 73.1           | 41         | 40            | 1             | 8926                     |                      | 6          | 37         | 27         |
| 2004                                                                            | 365 967              | 500 639   | 73.1           | 41         | 39            | 2             | 8926                     |                      | 2          | 36         | 27         |
| 2006                                                                            | 380 000              | 520 000   | 73.1           | 46         | 45            | 1             | 8260                     |                      | 1          | 37         | 27         |
| 2013                                                                            | 459 000              | 627 000   | 73.2           | 55         | 53            | 2             | 8345                     |                      | 4          | 52         | 30         |
| 2016                                                                            | 484 000              | 661 000   | 73.2           | 50         | 46            | 4             | 9680                     |                      | 8          | 57         | 30         |
| 2019                                                                            | 507 860              | 693 570   | 73.2           | 49         | 46            | 3             | 10 364                   |                      | 3          | 39         | 31         |
| 2021                                                                            | 621 435              | 662 450   | 93.8           | 51         | 51            |               | 12 185                   |                      |            | 39         | 31         |
| Fuente: Catholic-Hierarchy, que a su vez toma los datos del Anuario Pontificio. |                      |           |                |            |               |               |                          |                      |            |            |            |

## Episcopologio
- Angel Tec-i Hobayan † (12 de diciembre de 1974-10 de marzo de 2005 retirado)
- Emmanuel Celeste Trance, (10 de marzo de 2005-8 de diciembre de 2023 retirado)
- Nolly Camigue Buco, por sucesión el 18 de octubre de 2024